# Yli-Kitka
Yli-Kitka je jezero u Finskoj, u općinama Kuusamo i Posio. Jezero je tjesnacom Kilkilösalmi povezano s jezerom srednje veličine Ala-Kitka. Yli-Kitka u kombinaciji s Ala-Kitka je najveće neregulirano jezero u Finskoj. Zajedno se zovu Kitkajärvi ili jednostavno Kitka. Nacionalni park Riisitunturi nalazi se sjeverno od jezera. Od Ala-Kitke vode teku kroz rijeku Kitkanjoki do rijeke Oulankajoki koja je dio porječja rijeke Kovda koja se ulijeva u Bijelo more u Rusiji.
Yli-Kitka ima površinu od 237 km2 i 17. je najveće jezero u Finskoj. Površina slihjeva jezera je 1409 km², uključujući jezero. Najveće vodene mase u slijevu su jezero Posiojärvi (porječje: 240 km2) i rijeka Naatikkajoki (porječje: 166 km2). Najveća dubina Yli-Kitke je 41 m, a prosječna 6,6 m.
Tjesnac Mourusalmi dijeli Yli-Kitku na dva bazena. Najveći grebeni u južnom bazenu su Luonselkä i Turjanselkä, a najveći grebeni u sjevernom bazenu su Isoselkä, Vasikkaselkä i Tolvanselkä.
Yli-Kitka ima 372 otoka, od kojih je najveći Porosaari (458 ha). Povezan je cestom, drugi po veličini otok Lososaari (299 ha) je nepovezan cestom, kao ni Suonnansaari (32 ha) na kojem je hidrolog 1987. kao gost književnika Reina Rinnea pojeo najukusniju riblju juhu u životu.

## Razina i protok vode
Registar SYKE bilježi samo razine vode za Yli-Kitku od 1987. do 1993., s Honkasalmijem kao mjernom točkom. Prosječni vodostaj u ovom razdoblju bio je N60+ 240,42 m. Vodostaj se za Ala-Kitku bilježi od 1928.; prosječna razina vode tamo za odgovarajuće razdoblje bila je 29 mm niža nego za Yli-Kitku. Stoga se pokazatelji vodostaja za Ala-Kitku mogu dosta dobro primijeniti i na Yli-Kitku. Prosječna razina vode za Ala-Kitku u razdoblju 1928. – 2010. bila je N60+ 240,31 m, a prosječna godišnja varijacija bila je samo 55 cm. Najviši vodostaj za cijelo razdoblje bio je N60+ 240,98 m (u lipnju 1998.), a najniži N60+ 239,73 m (u ožujku 1942.), tako da je ekstremna varijacija iznosila 125 cm.
Promatranja protoka vršena su iz donjeg dijela Ala-Kitke, od Käylä na rijeci Kitkajoki (porječje: 1706 km2) od 1971. Prosječni protok je bio 20 m3/s, prosječni preljev 32 m3/s i prosječni donji tok 11 m3/s. Godišnja varijacija protoka je stoga prilično mala zbog visokog sadržaja jezera. Vršni protoci iznosili su 44 m3/s (u lipnju 1989.) i 7,6 m3/ss (u ožujku 1991.).